# Église Saint-Germé d'Ilhan
L'église Saint-Germé d'Ilhan est une église catholique située à Bordères-Louron, dans le département français des Hautes-Pyrénées en France.

## Localisation
L'église Saint-Germé d'Ilhan, est située à l’extrémité est du hameau d’Ilhan, ancienne commune jusqu’en 1792 avant d’être rattaché à Bordères-Louron.

## Historique
L'église était avant la Révolution une annexe de la cure de Lançon.

Au XVIe siècle l'église est remaniée par l’ajout d’une chapelle gothique latérale au nord avec une voûte d'ogive.

L'édifice est classé au titre des monuments historiques le 16 février 1989.

## Architecture
L'église est bâtie suivant un plan habituel pour les églises romanes des vallées du  Louron et d’Aure : une nef unique prolongée par une abside semi-circulaire, son clocher-mur est percé d’une baie géminée.

À l'intérieur, dans le chœur et la nef les peintures murales représentent trois épisodes de la vie de la Vierge : l’Annonciation la Visitation et l’Assomption.

## Galerie d'images

Sélection de vue de l’église.
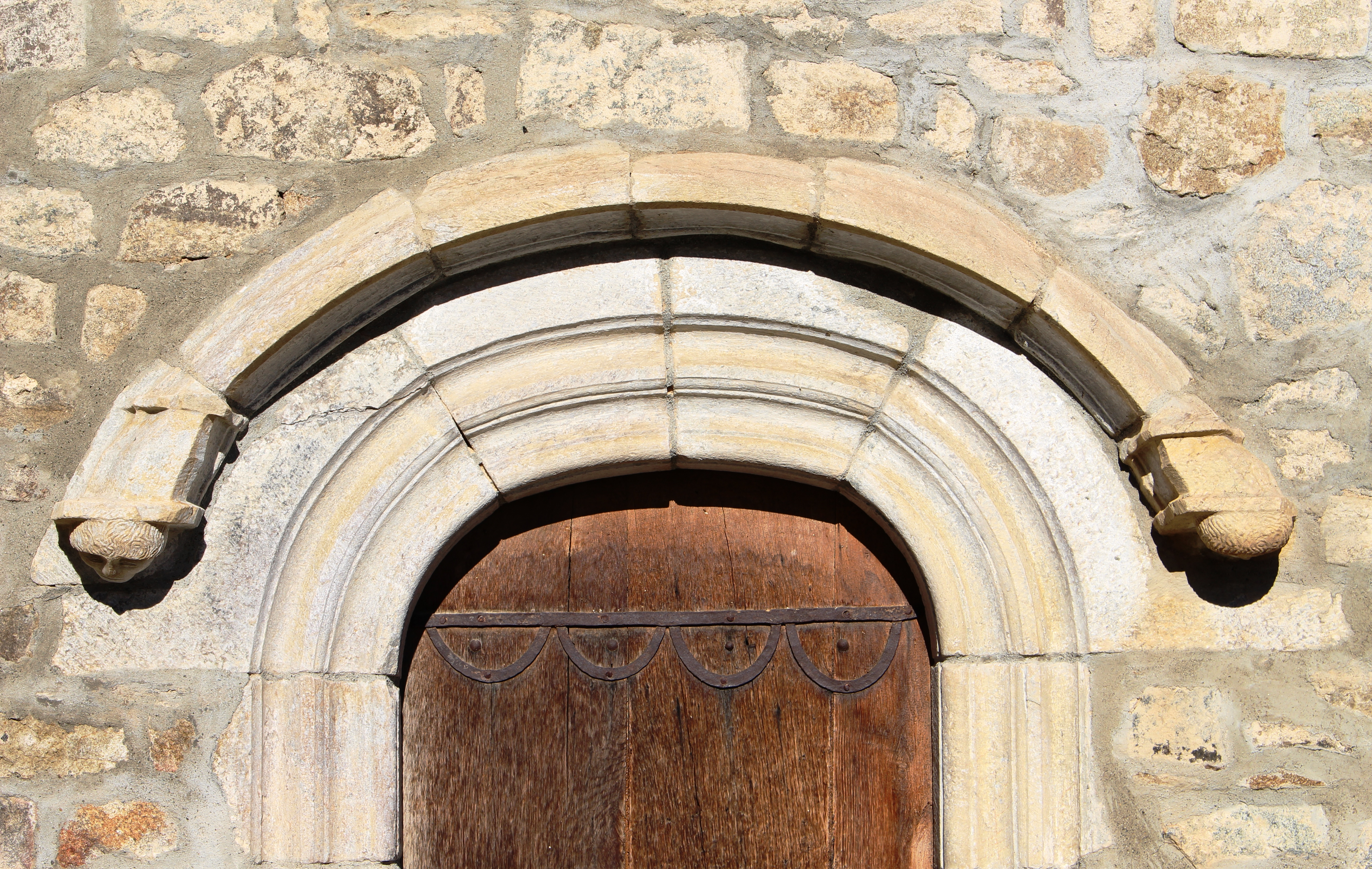
L’entrée.
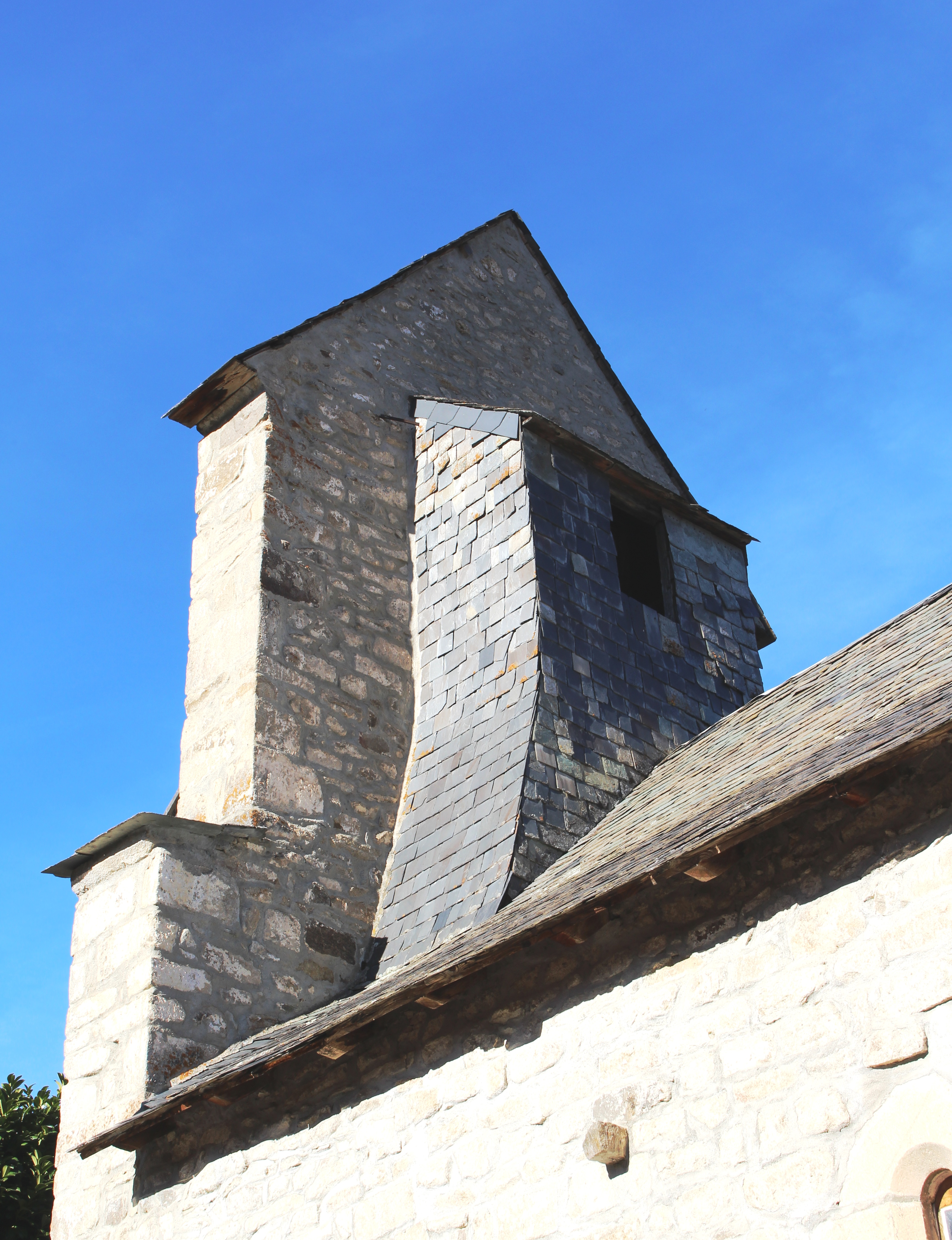
Le clocher.